# Hegesípila
Hegesípila (en llatí Hegesipyla, en grec antic Ἡγησιπύλη va ser una filla d'Oloros, rei de Tràcia i esposa de Milcíades el Jove, segons diu Heròdot.
Va tenir dos fill, un amb Milcíades, de nom Cimó II, i un altre de nom Oloros en honor del seu avi que probablement va néixer d'un segon matrimoni de Hegesípila després de la mort de Milcíades. Aquest segon Oloros era el pare de Tucídides l'historiador.